# La historia esta
La Historia Esta es el tercer álbum recopilatorio del cantautor argentino León Gieco. Fue lanzado en el año 1998 por el propio sello de León, Cañada Records, y la producción ha sido realizada conjuntamente por Gieco y el periódico Página 12.  El álbum consta de siete volúmenes que recopilan grabaciones hechas por el músico a través de los años y que forman parte de su colección privada. 
La mayoría son grabaciones en vivo e inéditas, o colaboraciones en discos de otros artistas tales como: David Byrne, Joan Manuel Serrat, Charly García , Mercedes Sosa, Luis Alberto Spinetta, Lolita Torres, Milton Nascimento, Andrés Calamaro, Pedro Aznar, Adriana Varela, Sui Generis, Rubén Rada, Pablo Milanés, Chico Buarque, Sixto Palavecino, Ariel Ramírez, Silvina Garré, Juan Carlos Baglietto, Lito Nebbia, Horacio Guaraní, Celeste Carballo, Piero, Los Caballeros de la Quema, Raúl Porchetto y Nito Mestre.

## León Gieco - La Historia Esta - Vol 1 - 1998
1- Hombres de hierro (León Gieco) *León Gieco
En vivo, Acusticazo. Teatro Atlantic Buenos Aires. Junio de 1972. 
Primera grabación de León Gieco.
2- La colina de la vida (León Gieco) *León Gieco
En estudio en Alemania. Abril de 1988. Del LP Guantanamera, 1988. Inédito en Argentina.
3 - Brazo de guitarra (Raúl Ellwanger - Paulinho Tapajós) *León Gieco
Demo. Tema nunca grabado oficialmente por León Gieco.
4- Introducción al recital (PorSuiGieco) *PorSuiGieco
Grabado en vivo en Tandil, Prov. de Buenos Aires, 1975. Versión inédita.
5- Viejo solo y borracho (León Gieco) *PorSuiGieco
Grabado en vivo en Tandil, Prov. de Buenos Aires, 1975. Versión inédita.
6- El fantasma de Canterville (Charly García) *PorSuiGieco
Grabado en vivo en Tandil, Prov. de Buenos Aires, 1975. Versión inédita.
7- Santafesino de veras (Miguel Brascó - Ariel Ramírez) *Del LP Santa Fe en tu corazón, 1987.
Cantado con Ariel Ramírez, Lito Nebbia, Horacio Guaraní, Juan Carlos Baglietto, Silvina Garré, Enrique Llopis y Lalo de los Santos
8- Todos los días un poco (León Gieco - Luis Gurevich) *Coro Procanto con León Gieco.
Del casete "Una canción debida", 1995.
9- Cantando al sur bajo la lluvia (Ariel Prat - Claudio Fernández) *León Gieco invitado de Ariel Prat. Del casete "Y esa otra ciudad", 1990. Gentileza: Ariel Prat.
10- Solo le pido a Dios (León Gieco) *León Gieco y David Byrne.
En vivo en Nueva York, Estados Unidos, octubre de 1990. Versión inédita.
11- Río y mar (León Gieco - Luis Gurevich) *León Gieco Invitado de Lolita Torres.
Grabado en el programa televisivo Dale Loly. Versión inédita.
12- Camino de llamas (León Gieco - Uña Ramos) *León Gieco Invitado de Markama.
En vivo. Teatro Astral, Buenos Aires, 1991. Del CD "Gualicho", 1997.
13- Otros todos (Isabel Parra) *León Gieco Invitado de Isabel Parra junto a Celeste Carballo y Piero. Del LP "Enlaces", 1987.
14- En la frontera (Isabel Parra) *León Gieco Invitado de Isabel y Ángel Parra.
En vivo. Quito, Ecuador. Del CD "Todas la voces todas", 1997.
15- Hasta Estallar (Iván Noble) *León Gieco invitado de Los Caballeros de la Quema. Del CD "Perros, perros y perros", 1997. 
16- El que pierde la inocencia (León Gieco) *León Gieco invitado de Las Hermanas Vera. Del LP "Simplemente Las Hermanas Vera", 1987.
17- El que queda solo (León Gieco) *León Gieco
En vivo en el festival Marchemos hacia las fronteras (Lugar y fecha no ubicados).
18 - La rata Laly / La mamá de Jimmy (Rodolfo Gorosito - Tito Tinto / León Gieco)*León Gieco.
En vivo en el festival Marchemos hacia las fronteras (Lugar y fecha no ubicados).

## León Gieco - La Historia Esta - Vol 2 - 1998
1.Plegaria a un labrador o [La plegaria a un labrador] (Víctor Jara - Patricio Castillo) *En estudios. Noviembre de 1997. Tema nunca grabado oficialmente por León Gieco.
2.Cuando llegue el alba (Waldo Belloso - Abel Figueroa) *En estudios. Del CD "Homenaje a Jorge Cafrune", 1993.
3.La filosófica (Elpidio Herrera) *con Elpidio Herrera. Del LP "El sonido del monte", 1993
4.Maturana (Manuel José Castilla - Gustavo Leguizamón) *En vivo, Nueva York, Estados Unidos, octubre de 1990. Tema nunca grabado oficialmente por León Gieco.
5.Cien caballos (Daniel Cañueto) *Grabado en vivo en Berlín, Alemania, febrero de 1987. Tema nunca grabado oficialmente por León Gieco
6.Cola de amor (León Gieco) *Grabado en vivo en Berlín, Alemania, febrero de 1987.
7.La chicharra cantora (Solís Pizarro - Francisco Córdoba) *Grabado en vivo en Berlín, Alemania, febrero de 1987.Tema nunca grabado oficialmente por León Gieco.
8.Puentecito de mi río (Buenaventura Luna - Antonio Tormo - Diego Canales) *con Antonio Tormo. Del CD "20 y 20", 1997.
9.El canto del tero (Sixto Palavecino - Cacho Lobo) *con Sixto Palavecino. En estudios Sicamericana de Buenos Aires, 1984. Demo del proyecto "De Ushuaia a la Quiaca"
10.Chacarera del encuentro (Elpidio Herrera - Sixto Palavecino) *con Sixto Palavecino. En estudios Sicamericana de Buenos Aires, 1984. Demo del proyecto "De Ushuaia a la Quiaca".
11.Cambalache (Enrique Santos Discépolo) *En TV. Para el programa Siglo XX Cambalache, Telefe. No grabado oficialmente.
12.Guantanamera (León Gieco - Joseíto Fernández) *con Sonamos. Del CD "El sol nos reconoce", 1997.
13.Bajo el sol de Bogotá (León Gieco - Luis Gurevich) *En vivo, Estadio Obras. Abril de 1981. Versión inédita.
14.Soy un pobre agujero (León Gieco) *En vivo, Estadio Obras. Abril de 1981. Versión inédita.
15.Casamiento de negros (Popular chilena - Anónimo - Violeta Parra) *con Milton Nascimiento. Concierto "Corazón Americano".
16.Por el camino perdido (León Gieco) *Ensayo en estudios. Abril de 1981. Versión inédita.
17.Te recuerdo Amanda (Víctor Jara) *con Ivan Lins. En vivo en el Luna Park, septiembre de 1984. Del LP "Encuentro", 1984.
18.Estadio Chile o [Canto que mal me sabes] (Víctor Jara) *con Pete Seeger. En vivo. Teatro Opera, Buenos Aires, agosto de 1989. Inédito.

## León Gieco - La Historia Esta - Vol 3 - 1998
1.El rey lloró (Litto Nebbia) *Ensayo. En estudios. Abril de 1981. Tema nunca grabado oficialmente por León Gieco
2.Maestras de Jujuy (León Gieco - Luis Gurevich) *Demo. Versión inédita
3.Romaria (Renato Texeira) *con Renato Texeira, Almir Sater y Zeze. En vivo. Versión inédita
4.Semillas del corazón (León Gieco - Gabriela Molinari) *En TV. Programa Badia & Compañía, septiembre de 1988. Versión inédita
5.Barrio Golondrina (León Gieco) *En TV. Programa Badia & Compañía, septiembre de 1988. Versión inédita
6.Río Paraná (Ricardo Iorio) *con Ricardo Iorio y Flavio Cianciarullo. Del CD "Peso Argento", 1997
7.Gente necesaria (Hamlet Lima Quintana - Enrique Llopis) *con Enrique Llopis y Lalo de los Santos. Del LP "Santa Fe en tu corazón", 1987
8.Nuevo tiempo (Ivan Lins) *con Ivan Lins, Luis Alberto Spinetta y Pedro Aznar. En vivo en el Luna Park, septiembre de 1984. Del LP "Encuentro", 1984
9.La lluvia de la ciudad (León Gieco - Gabriel Senanes) *con Gabriel Senanes. Del LP "Cartón lleno", 1987
10.Che pibe (Raúl Porchetto) *con Raúl Porchetto. Del LP "Che pibe", 1982
11.Chacarera de un atardecer (León Gieco) *En vivo. Estadio Obras. Abril de 1981
12.El rancho e` la cambicha (Mario Millán Medina) *con Antonio Tormo. Del CD 20 y 20. 1997
13.La del sauce (Eduardo Haspert) *con Eduardo Haspert. Del casete "Bailando a la luz de la luna" 1990
14.Bichitos de luz (María Eva Basterra Seoane - León Gieco) *En Estudios. Del CD "Ponele letra a los famosos" 1997
15.La cuca del hombre (Raul Ellwanger) *con Raúl Ellwanger. Del LP "La cuca del hombre", 1984
16.María del campo (León Gieco) *En vivo en Olavarría, febrero de 1978. Versión inédita
17.Los chacareros de dragones (León Gieco) *En vivo en Olavarría, febrero de 1978. Versión inédita
18.Cuando me muera quiero (León Gieco) *En vivo en Olavarría, febrero de 1978. Versión inédita

## León Gieco - La Historia Esta - Vol 4 - 1998
1.Indio hermano (Los Jaivas) *con Los Jaivas. Del CD "Trilogía-El reencuentro" 1997
2.Bajo el sol de Bogotá (León Gieco - Luis Gurevich) *con Frank Viehweig. En vivo en Alemania. Versión inédita
3.El fantasma de Canterville (Charly García) *con grupo Tercer Mundo. En vivo en Quito, Ecuador, junio de 1996
4.Un poco de compresión o [Las dulces promesas] (León Gieco) *con Charly García. En estudios. Febrero de 1978. Del LP "Música del Alma", 
1980
5.Iba acabándose el vino (Charly García) *PorSuiGieco. En estudios. Febrero de 1978. Del LP "Música del Alma", 1980
6.Que se abra Buenos Aires (Palo Pandolfo - Horacio Dubosq) *con Los Visitantes. Del CD "Maderita" 1996
7.Nosotros nos quedamos (Armando Tejada Gómez - León Gieco) *En vivo . Grabado en Vélez -Concierto "Corazón Americano"
8.Por el camino perdido (León Gieco) *Ensayo. Abril de 1981Versión inédita
9.La cultura es la sonrisa (León Gieco) *con Rubén Rada. Programa De igual a igual, Montevideo, Uruguay. Versión inédita
10.Cola de amor (León Gieco) *con el Coro Procanto. Del CD "Una canción debida" 1995
11.Paraguayita linda (Samuel Aguayo) *Guitarreada informal en un campo cercano a Olavarría, febrero de 1978. Tema nunca grabado oficialmente por León Gieco
12.En la lluvia y nada más (Gabriela Molinari) *En vivo en Olavarría, febrero de 1978. Tema nunca grabado oficialmente por León Gieco
13.El loco y las golondrinas (León Gieco) *En vivo en Olavarría, febrero de 1978. Versión inédita
14.Y las aves vuelan (León Gieco - Nito Mestre) *con Nito Mestre. León Gieco con Nito Mestre y Aníbal Forcada
15.Tocando el cielo (León Gieco - Nito Mestre) *con Nito Mestre. Del LP "Tocando el cielo" 1991
16.Todos los caballos blancos (León Gieco) *En TV en Chile, 1982. Versión inédita
17.En el país de la libertad (León Gieco) *con Tancredo. En vivo. Oliverio Allways, Buenos Aires. Versión inédita
18.Bienvenidos al tren (Charly García) *con Sui Generis. Del LP "Confesiones de invierno" 1973

## León Gieco - La Historia Esta - Vol 5 - 1998
1.Niño silvestre (Joan Manuel Serrat) *León Gieco con Joan Manuel Serrat, Adriana Varela y León Gieco
2.Pensar en nada (León Gieco) *Ensayo. En estudios, abril de 1981. Versión inédita
3.Me olvidé de los demás (Andrés Calamaro) *con Andrés Calamaro. Del LP "Por mirarte" 1988
4.Por el camino perdido (León Gieco) *En vivo en Cañada Rosquín, Santa Fe. Para el programa Badia & Compañía. Versión inédita
5.Esos ojos negros (León Gieco) *En TV. Programa Badia & Compañía, septiembre de 1988
6.El que pierde la inocencia (León Gieco) *En vivo en Berlín, Alemania, febrero de 1987. Versión inédita
7.Pai Julián (León Gieco - Antonio Tarragó Ros) *En vivo en Berlín, Alemania, febrero de 1987. Versión inédita
8.Kilómetro 11 (Mario del Tránsito Cocomarola - Constante Aguer) *En vivo en Berlín, Alemania, febrero de 1987. Versión inédita
9.Canción para Carito o [Carito] (León Gieco - Antonio Tarragó Ros) *León Gieco con Pablo Milanes y Chico Buarque. En vivo. Estadio de Boca Juniors, Buenos Aires, abril de 1987
10.Los chacareros de dragones (León Gieco) *con Markama. En vivo. Teatro Astral, Buenos Aires, 1991. Del CD "Markama en vivo" 1991
11.La mamá de Jimmy (León Gieco) *En vivo. Luna Park, julio de 1977. Versión inédita
12.Guantanamera (León Gieco - Joseíto Fernández) *Remix. En estudio en Alemania, abril de 1988. Del LP "Guantanamera" 1988
13.En la cintura de los pájaros (León Gieco - Rodolfo Gorosito) *con Nito Mestre y Aníbal Forcada. En vivo en Barrancas de Belgrano. 
Buenos Aires, 1988. Versión inédita
14.El fantasma de Canterville (Charly García) *con Nito Mestre y Aníbal Forcada. En vivo en Barrancas de Belgrano. Buenos Aires, 1988. Versión inédita
15.Baionga (Héctor Negro - Luis Borda) *con Luis Borda. En vivo. Estadio Obras de Buenos Aires. Noviembre de 1988. Versión inédita
16.¿Qué escucha esta juventud? (Juan Carlos Pugliese) *Palabras del diputado Juan Carlos Pugliese en el congreso de la nación Buenos 
Aires, 1986
17.Solo le pido a dios (León Gieco) *En vivo. Concierto Human Rights Now!. de Ammesty Internacional. Estadio de River, Buenos Aires, octubre de 1988.Versión inédita

## León Gieco - La Historia Esta - Vol 6 - 1998
1.Canción para Carito o [Carito] (León Gieco - Antonio Tarragó Ros) *León Gieco con Mercedes Sosa. En vivo en el estadio de Chile, el 3 
de marzo de 1992, durante el concierto de regreso de Mercedes Sosa a Chile luego de 17 años
2.Cinco siglos igual (León Gieco - Luis Gurevich) *con Lito Vitale. En el programa Ese amigo del alma, Canal 13, el 7 de julio de 1998
3.Pensar en nada (León Gieco) *con Gustavo Santaolalla, Rodolfo García y Pedro Aznar. Grabado en vivo vía internet en la exposición Rock Nacional 30 años, noviembre de 1996. Entre Los Ángeles y Buenos Aires
4.Canto en la rama (Leda Valladares - Popular argentina) *con Gustavo Santaolalla. Grabado en vivo vía internet en la exposición Rock Nacional 30 años, noviembre de 1996. Entre Los Ángeles y Buenos Aires
5.Yo vendo unos ojos negros (Popular) *con el Cuarteto Leo. En vivo en la Pista La Angelina, Oncativo, Córdoba, 1985. Versión inédita, out take del proyecto "De Ushuaia a la Quiaca"
6.Mi caballo bayo (Carlos Gardel - José Razzano - Alfredo Bracatti) *con el Cuarteto Leo. En vivo en la Pista La Angelina, Oncativo, Córdoba, 1985. Versión inédita, out take del proyecto "De Ushuaia a la Quiaca"
7.Mar y luna (Chico Buarque) *con Chico Buarque. En vivo, Estadio Boca Juniors. Buenos Aires , abril de 1986. Versión inédita
8.Para Bárbara (Santiago Feliú) *León Gieco con Santiago Feliu. En vivo en el Luna Park. Buenos Aires 1986. Versión inédita
9.Sur (Homero Manzi - Aníbal Troilo) *con Fito Páez, Adriana Varela, Rubén Juárez, Pedro Aznar, Jairo, Ricardo Mollo y Esteban Morgado. En vivo en el concierto Juntos por Troilo, Buenos Aires, 1993. Versión inédita
10.Un precio (Alejandro Filio) *con Alejandro Filio. Del CD "Un secreto a voces" 1998
11.Improvisación (León Gieco - Pete Seeger) *con Pete Seeger. Con guitarra y armónica sobre el banjo de Pete Seeger. En el programa de 
Tato Bores, Canal 13, el 3 de junio de 1990
12.La gorda Montero (Raúl Rufino - Federico Bugallo) *con Los Tipitos. Del CD "Los Tipitos" 1996
13.Adiós, hombre viejo (León Gieco - Gabriela Molinari) *con Gabriela. Del lado B del simple "Benjamín el pastor" 1974
14.Donde vuela el río (Antonio Tarragó Ros) *con Antonio Tarragó Ros y Antonio Luis Borges. Del CD "Fronteras abiertas" 1981
15.Continentes en silencio (León Gieco) *En vivo en Comodoro Rivadavia, 1981. Versión inédita
16.Permíteme vida (León Gieco) *En vivo en Jujuy, 1982. Versión inédita
17.Banda sonora del audiovisual de Ushuaia a la Quiaca (León Gieco) *Relato de León Gieco para presentar y difundir, con diapositivas, la obra De Ushuaia a la Quiaca antes de sus conciertos y en colegios de todo el país entre 1985 y 1986

## León Gieco - La Historia Esta - Vol 7 - 1998
1.Solo le pido a dios (León Gieco) *con Sixto Palavecino. Del CD "Músicos & cantores Kuska" 1996
2.La colina de la vida (León Gieco) *con Tania Libertad. En vivo en el Teatro de la Ciudad de México DF, junio de 1989
3.Canción de los plomos (Aníbal Forcada) *con Aníbal Forcada. En vivo en el Teatro de la Ciudad de México DF, junio de 1989
4.Sketch con Juana Molina (León Gieco) *con Juana Molina. En el programa de Juana y sus hermanas, Canal 13
5.Tu alma te mira hoy (Mario Piegari - Charly García) *PorSuiGieco. En vivo en Tandil, provincia de Buenos Aires, 1975. Versión inédita
6.San Luis de los Venados (Antonio Tarragó Ros) *con Antonio Tarragó Ros. Del CD "Naturaleza 2" 1993
7.Livkot Lejá (Aviv Geffen) *con Aviv Geffen. Cantado en hebreo. En vivo en Sucot 97 . Oda a la alegría, Plaza República Oriental del 
Uruguay, Buenos Aires, el 18 de octubre de 1997. Tema nunca grabado oficialmente por León Gieco
8.Mi amigo (Popular argentina) *con Carlos Núñez. Encuentro informal en el Centro Gallego Ribadumia, Buenos Aires, el 9 de mayo de 1998. Versión inédita
9.El gato moro (Popular argentina) *Alemania en febrero de 1987. Tema nunca grabado oficialmente por León Gieco
10.Dimensión de amistad (Sixto Palavecino - Rubén Palavecino) *con Sixto Palavecino, Peteco Carbajal, Jacinto Piedra, Rubén Palavecino y 
Alfredo Ábalos. En vivo en Barrancas de Belgrano, 1988. Versión inédita
11.Don Sixto Palavecino (León Gieco) *En vivo en Washington , Estados Unidos el 26 de octubre de 1990
12.Cachito, campeón de Corrientes (León Gieco) *En vivo en Washington , Estados Unidos el 26 de octubre de 1990
13.Cantorcito de contramano (León Gieco) *En vivo en Washington , Estados Unidos el 26 de octubre de 1990
14.Solo el amor (Silvio Rodríguez) *En vivo en Hiroshima, Japón, abril de 1992. Versión inédita
15.Príncipe azul (Eduardo Mateo) *En vivo en Hiroshima, Japón, abril de 1992. Versión inédita
16.Cuánto tiempo por vivir o [Yo soy tu voz] (León Gieco) *En vivo en Hiroshima, Japón, abril de 1992. Versión inédita
17.Cola de amor (León Gieco) *En vivo en Hiroshima, Japón, abril de 1992. Versión inédita
18.Calcio (Onildo Gieco) *Palabras de Onildo Gieco, el papá de León. Cañada Rosquín, setiembre de 1993
19.La historia esta (León Gieco) *En vivo en Olavarría, provincia de Buenos Aires, febrero de 1978. Versión inédita
- Datos: Q5966963